# Samoussa au fromage
Le samoussa au fromage est un beignet propre à la cuisine réunionnaise, dans lequel du fromage fondu remplace la farce épicée aux légumes ou à la viande contenue dans les samoussas traditionnels que l'on rencontre à La Réunion et dans le reste du monde.

## Origine
Originaire de l'Inde du nord et de l'Asie centrale, le samoussa fut consommé dans l'île de la Réunion à partir de 1828. Par contre, le samoussa au fromage, mets spécifique à l'île, est apparu au cours des années 1990.

## Ingrédients
Ce mets nécessite des feuilles de brick, du fromage de type Carré Frais, du parmesan, du fromage râpé, des piments, du sel et du poivre.

## Préparation
Dans des morceaux de feuilles de brick calibrés sont disposés les fromages malaxés ainsi que les assaisonnements puis chaque feuille est repliée. Les triangles sont ensuite disposés sur la lèchefrite du four où ils sont mis à cuire environ un quart d'heure.